# Unione Sportiva Bagnolese 1933-1934
Questa pagina raccoglie i dati riguardanti l'Unione Sportiva Bagnolese nelle competizioni ufficiali della stagione 1933-1934.

## Divise
| Casa | Trasferta |

## Rosa
| N. |                   | Ruolo | Calciatore      |
| -- | ----------------- | ----- | --------------- |
|    | Italia (bandiera) | D     | Matteo Apicella |
|    | Italia (bandiera) | A     | Aldo Bandini    |
|    | Italia (bandiera) | P     | De Fraia        |
|    | Italia (bandiera) |       | De Julio        |
|    | Italia (bandiera) |       | Desiderio       |
|    | Italia (bandiera) | C     | Guglielmo Glovi |

| N. |                   | Ruolo | Calciatore       |
| -- | ----------------- | ----- | ---------------- |
|    | Italia (bandiera) |       | Paccagnella      |
|    | Italia (bandiera) |       | Paone            |
|    | Italia (bandiera) | D     | Giuseppe Piccolo |
|    | Italia (bandiera) | C     | Roberto Piccolo  |
|    | Italia (bandiera) | A     | Giorgio Vargiù   |